# 圣雷米迪普兰
圣雷米迪普兰（法語：Saint-Rémy-du-Plain，法語發音：[sɛ̃ ʁemi dy plɛ̃]）是法国伊勒-维莱讷省的一个市镇，位于该省中北部偏东，属于富热尔-维特雷区。

## 地理
圣雷米迪普兰（48°22'13"N, 1°34'17"W）面积14.87 平方千米，位于法国布列塔尼大區伊勒-维莱讷省，该省份为法国西北部沿海省份，位于布列塔尼半岛东部，北濒大西洋，西接阿摩尔滨海省和莫尔比昂省，南至大西洋卢瓦尔省，西南端接曼恩-卢瓦尔省，东临马耶讷省，东北与芒什省接壤。
与圣雷米迪普兰接壤的市镇（或旧市镇、城区）包括：巴祖日拉佩鲁斯、马尔西耶拉乌勒、里穆、布列塔尼地区桑斯。

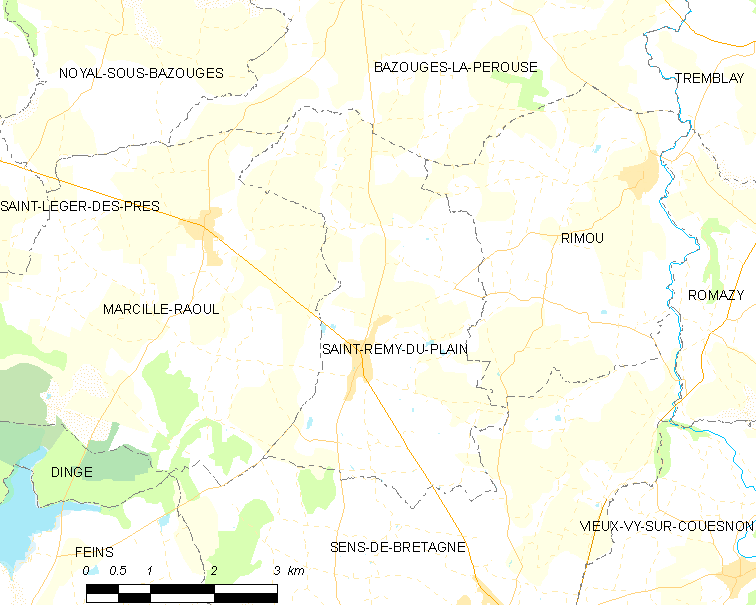
圣雷米迪普兰的OSM定位图

圣雷米迪普兰的时区为UTC+01:00、UTC+02:00（夏令时）。

## 行政
圣雷米迪普兰的邮政编码为35560，INSEE市镇编码为35309。

## 政治
圣雷米迪普兰所属的省级选区为瓦勒库埃农县。

## 人口

1962-2008年间圣雷米迪普兰人口变化图示

圣雷米迪普兰于2022年1月1日时的人口数量为808人。